# Jean Van Hamme
Jean Van Hamme   (àrea metropolitana de Brussel·les, 16 de gener de 1939) és un guionista de còmic francobelga i escriptor. Alguns dels seus personatges més coneguts són Thorgal, dibuixat en els seus inicis per Gregorz Rosinski, XIII, dibuixat per William Vance o Largo Winch, dibuixat per Franq. També ha escrit guions per cinema i televisió.

## Biografia
Jean Van Hamme neix a Brussel·les el 16 de gener de 1939. És professor d'economia política, i té quatre llicenciatures universitàries. Va fer una brillant carrera en gestió d'empreses, al llarg d'una mica menys d'una dotzena d'anys, també va ser apoderat de l'empresa Philips-Bèlgica. El 1976 va plegar d'aquesta empresa per dedicar-se plenament a la literatura i els guions de còmic, tot i que amb anterioritat ja havia demostrat el seu talent en aquest camp.
El 1968 mentre encara exercia les seves activitats professionals va escriure el seu primer guio per Paul Cuvelier, i es va titular Epoxi, aquest còmic era una epopeia entre mítica i llegendària que es va publicar en àlbum de luxe. Després d'aquest guió, va escriure alguns gags per Modeste et Pompon i Gaston Lagaffe. Els anys 1968 i 1973 va col·laborar amb Paul Cuvelier, amb dues entregues, el sisè i el setè episodi de Corentin.
A principis dels anys 70, les seves col·laboracions amb el setmanari Belga Tintin es fan més freqüents, i va escriure diverses sèries del  gènere d'aventures per dibuixants com; André Chéret a Domino (1974) després de Greg, per André Beautemps, a Michaël Logan, (1974) i per Dany a Alerquin (1978), amb aquest mateix dibuixant i havia treballat a Histoire sans heros el 1975. Amb aquesta història Van Hamme abandona el sistema de sèries.
Ja l'any 1977 i per la revista Tintin va crear el personatge de Thorgal, amb una barreja d'aventures vikingues, elements de fantasia i científics, aquesta saga la va dibuixar Gregorz Rosinski, i va donar peu a un important èxit popular. L'any 2006, en va deixar d'escriure els guions i ho va deixar en mans de Yves Sente.
Amb Gregorz Rosinski, van crear el 1986, per la revista franco-belga, À Suivre, l'obra de fantasia El Gran Poder de Chninkel. Una altra de les seves sèries, que van assolir un considerable èxit fou XIII, amb guió de Jean Van Hamme, i dibuixos de William Vance, aquesta sèrie es va publicar per primera vegada a la revista Spirou, l'any 1984. D'aquesta sèrie Van Hame, n'ha escrit 19 àlbums, la trama és un complex relat de política ficció, d'aquesta trama inicial n'ha sorgit una de nova anomenada XIII Mistery, aquesta amb guions d'altres autors.
Largo Winch és un altre dels personatges que després de ser creat per la literatura l'any 1977, passa a tenir una versió per còmic, en aquesta ocasió dibuixada per Phillippe Francq, aquesta sèrie és una de les que ha tingut un èxit de vendes més gran, en aquesta sèrie es reflecteixen els seus coneixements de les martingales econòmiques del món globalitzat. L'any 1996, li van oferir a Van Hamme, la possibilitat de ressuscitar, i fer els guions de la sèrie, Blake i Mortimer, de la qual n'ha escrit quatre àlbums. Tot i estar mig retirat continua escrivint els guions de Largo Winch, Lady S, amb dibuixos de Philippe Aymond,Wayne Shelton, aquesta sèrie es va publicar per primera vegada l'any 2001, i es torna a publicar el 2010, amb dibuixos de Cristian Denayer.
Jean Van Hamme, que també ha escrit guions per cinema i televisió (un d'aquests guions és l'adaptació a televisió del personatge de Largo Winch), és l'autor d'alguns dels més grans èxits del còmic Belga. Destaca en tots els generes; Policíac, Heroic-fantàstic, Espionatge o Epopeia històrica

## Obra i personatges

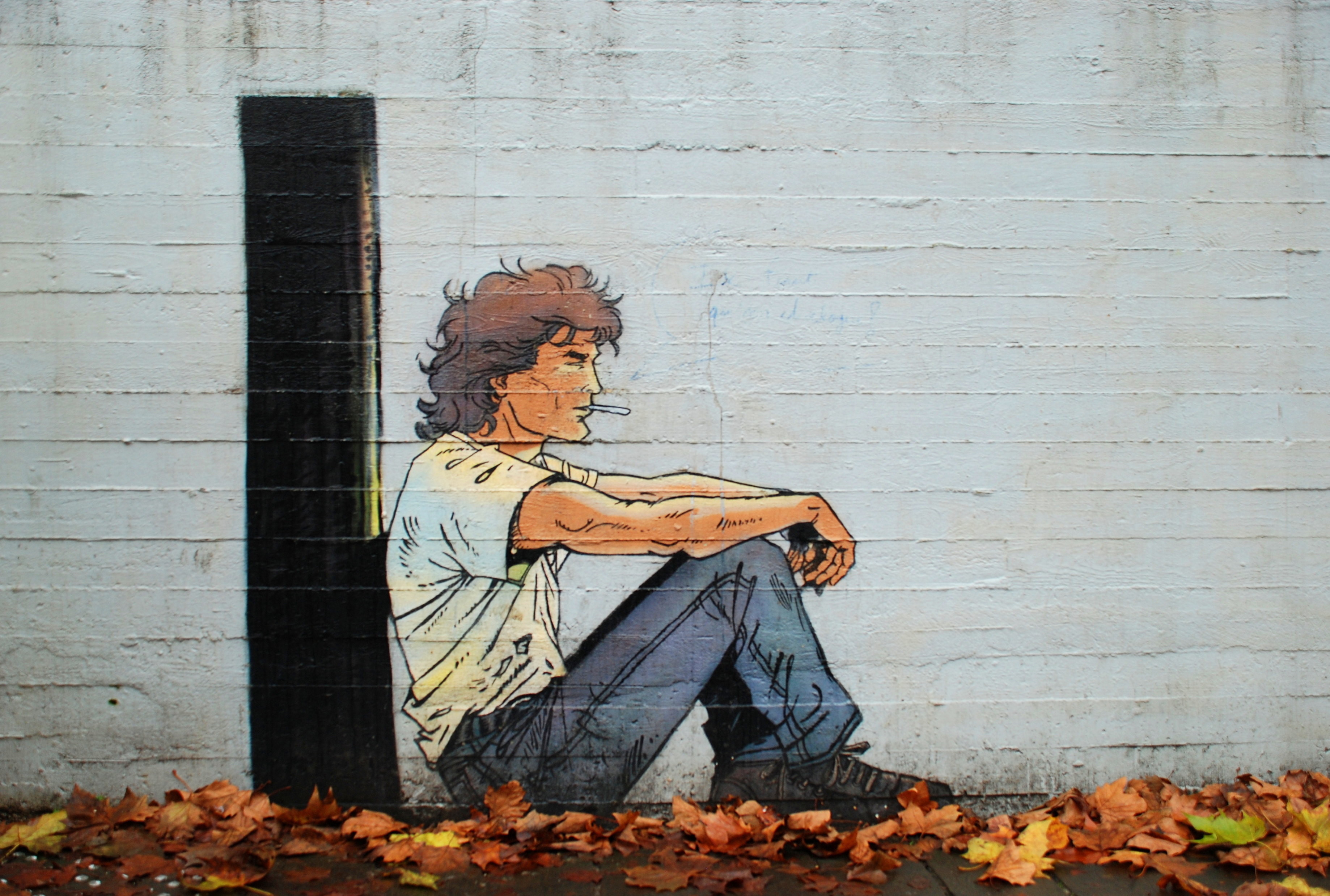
Largo Winch.

| \| Títol/Personatge \| Dibuixant \| Any \| Editorial \| Núm. editats \| Notes \| \| ---------------------------------- \| ----------------- \| ----------- \| ------------------------ \| ------------------------ \| ----------------------------------------------------------------------- \| \| Mortadelo especial \| varis \| 1975 - 1986 \| Editorial Bruguera, S.A. \| 211 \| Els tres primers números s'anomenaren Mortadelo, super terror \| \| Bumerang \| varis \| 1978 \| Nueva Frontera, S.A. \| 24 \| Amb format revista, el seu contingut, tenia una gran varietat de sèries \| \| Largo winch \| Phlippe Franq \| 1992 \| Grijalbo Dargaud, S.A. \| 17 \| Grijalbo edita fins al núm. 8 \| \| Cimoc \| varis \| 1981-1995 \| Norma Editorial, S.A. \| 176 \| Revista d'aventures, fantasia i ciència-ficció \| \| Thorgal Antología \| Grzegorz Rosiński \| 1983 \| Distrinovel, S.A. \| 1 \| Editat en rusticà \| \| Thorgal \| Gregorz Rosinski \| 1986 \| Ediciones Zinco, S.A. \| 4 \| Editat en rusticà \| \| XIII \| W Vance \| 1997-1987 \| Ediciones Junior, S.A. \| 12 \| Editat en cartoné (àlbum) \| \| Pandora \| varis \| 1989-20.. \| Norma Editorial, S.A. \| 126 (a data de 4-6-2013) \| Editat en rusticà. Amb diferents personatges i autors. \| \| Colección BN \| varis \| 1989-2007 \| Norma Editorial, S.A. \| 38 \| Editat en rusticà. Amb diferents personatges i autors. \| \| Trazo Libre \| varis \| 1991 \| Ediciones Junior, S.A. \| 15 \| Editat en cartoné (àlbum). Amb diferents personatges i autors. \| \| Las Aventuras de Black y Mortimer \| varis \| 1983-1997 \| Ediciones Junior, S.A. \| 12 \| Editat en cartoné (àlbum) \| \| Cimoc Extra Color \| varis \| 1981-20.. \| Norma Editorial, S.A. \| 259 (a data de 4-6-2013) \| Editat en rusticà \| \| Los Maestros Cerveceros \| Vallés \| 2003-2004 \| Planeta DeAgostini, S.A. \| 4 \| Editat en rusticà \| \| Largo Winch \| Philippe Franq \| 2004 \| Norma Editorial, S.A. \| 16 \| Editat en cartoné (àlbum) \| \| Las Aventuras de Black y Mortimer. \| varis \| 200-2011 \| Norma Editorial, S.A. \| 20 \| Editat en cartoné (àlbum) \| \| XIII. \| varis \| 200-20.. \| Norma Editorial, S.A. \| 4 (a data de 4-6-2013) \| Editat en cartoné (àlbum) \| \| Lady S \| Philippe Aymond \| 211-20.. \| 001 Ediciones \| 2 (a data de 4-6-2013) \| Editat en rusticà \| |                   |             |                          |                          |                                                                         |
| Títol/Personatge | Dibuixant         | Any         | Editorial                | Núm. editats             | Notes                                                                   |
| Mortadelo especial | varis             | 1975 - 1986 | Editorial Bruguera, S.A. | 211                      | Els tres primers números s'anomenaren Mortadelo, super terror           |
| Bumerang | varis             | 1978        | Nueva Frontera, S.A.     | 24                       | Amb format revista, el seu contingut, tenia una gran varietat de sèries |
| Largo winch | Phlippe Franq     | 1992        | Grijalbo Dargaud, S.A.   | 17                       | Grijalbo edita fins al núm. 8                                           |
| Cimoc | varis             | 1981-1995   | Norma Editorial, S.A.    | 176                      | Revista d'aventures, fantasia i ciència-ficció                          |
| Thorgal Antología | Grzegorz Rosiński | 1983        | Distrinovel, S.A.        | 1                        | Editat en rusticà                                                       |
| Thorgal | Gregorz Rosinski  | 1986        | Ediciones Zinco, S.A.    | 4                        | Editat en rusticà                                                       |
| XIII | W Vance           | 1997-1987   | Ediciones Junior, S.A.   | 12                       | Editat en cartoné (àlbum)                                               |
| Pandora | varis             | 1989-20..   | Norma Editorial, S.A.    | 126 (a data de 4-6-2013) | Editat en rusticà. Amb diferents personatges i autors.                  |
| Colección BN | varis             | 1989-2007   | Norma Editorial, S.A.    | 38                       | Editat en rusticà. Amb diferents personatges i autors.                  |
| Trazo Libre | varis             | 1991        | Ediciones Junior, S.A.   | 15                       | Editat en cartoné (àlbum). Amb diferents personatges i autors.          |
| Las Aventuras de Black y Mortimer | varis             | 1983-1997   | Ediciones Junior, S.A.   | 12                       | Editat en cartoné (àlbum)                                               |
| Cimoc Extra Color | varis             | 1981-20..   | Norma Editorial, S.A.    | 259 (a data de 4-6-2013) | Editat en rusticà                                                       |
| Los Maestros Cerveceros | Vallés            | 2003-2004   | Planeta DeAgostini, S.A. | 4                        | Editat en rusticà                                                       |
| Largo Winch | Philippe Franq    | 2004        | Norma Editorial, S.A.    | 16                       | Editat en cartoné (àlbum)                                               |
| Las Aventuras de Black y Mortimer. | varis             | 200-2011    | Norma Editorial, S.A.    | 20                       | Editat en cartoné (àlbum)                                               |
| XIII. | varis             | 200-20..    | Norma Editorial, S.A.    | 4 (a data de 4-6-2013)   | Editat en cartoné (àlbum)                                               |
| Lady S | Philippe Aymond   | 211-20..    | 001 Ediciones            | 2 (a data de 4-6-2013)   | Editat en rusticà                                                       |

| \| Títol/Personatge \| Dibuixant \| Any \| Publicació \| Notes \| \| ---------------------------- \| ----------------- \| ----------- \| ---------------- \| -------------------------- \| \| Epoxy \| Paul Cuvelier \| 1968 \| \| Publicada en àlbum de luxe \| \| Corentin \| Paul Cuvelier \| 1968 i 1973 \| Setmanari Tintin \| \| \| Domino \| André Chéret \| 1974 \| Setmanari Tintin \| \| \| Michaël Logan \| André Beautemps \| 1974 \| Setmanari Tintin \| \| \| Histoire sans heros \| Dany \| 1975 \| \| \| \| Alerquin \| Dany \| 1978 \| \| Publicat en àlbum \| \| Thorgal \| Grzegorz Rosiński \| 1977 \| Setmanari Tintin \| \| \| Le Grand Pouvoir du Chninkel \| Grzegorz Rosinski \| 1986 \| À suivre \| \| \| XIII \| William Vance \| 1984 \| revista Spirou \| \| \| Largo Winch \| Philippe Francq \| 1990 \| \| \| \| Western \| Grzegorz Rosinski \| 2001 \| ed. du Lombard \| \| |                   |             |                  |                            |
| Títol/Personatge | Dibuixant         | Any         | Publicació       | Notes                      |
| Epoxy | Paul Cuvelier     | 1968        |                  | Publicada en àlbum de luxe |
| Corentin | Paul Cuvelier     | 1968 i 1973 | Setmanari Tintin |                            |
| Domino | André Chéret      | 1974        | Setmanari Tintin |                            |
| Michaël Logan | André Beautemps   | 1974        | Setmanari Tintin |                            |
| Histoire sans heros | Dany              | 1975        |                  |                            |
| Alerquin | Dany              | 1978        |                  | Publicat en àlbum          |
| Thorgal | Grzegorz Rosiński | 1977        | Setmanari Tintin |                            |
| Le Grand Pouvoir du Chninkel | Grzegorz Rosinski | 1986        | À suivre         |                            |
| XIII | William Vance     | 1984        | revista Spirou   |                            |
| Largo Winch | Philippe Francq   | 1990        |                  |                            |
| Western | Grzegorz Rosinski | 2001        | ed. du Lombard   |                            |